# Scilla cilicica
Scilla cilicica là một loài thực vật có hoa trong họ Măng tây. Loài này được Siehe miêu tả khoa học đầu tiên năm 1908.